# Raión de Hadyatskyi
Hádiach (en ucraniano: Гадяцький район) fue un raión o distrito de Ucrania en el óblast de Poltava. En la reforma territorial de 2020, su territorio fue incluido en el raión de Mýrhorod.
Comprendía una superficie de 1595 km².
La sede administrativa era Hádiach, que no formaba parte del raión al estar constituida como ciudad de importancia regional.

## Demografía
Según estimación 2010 contaba con una población total de 56353 habitantes.

## Otros datos
El código KOATUU es 5320400000. El código postal 37300 y el prefijo telefónico +380 53542.